# جيف سميث (لاعب دارت)
جيف سميث (بالإنجليزية: Jeff Smith)‏ (و. 1975  م) هو لاعب دارت كندي، ولد في كندا.

## روابط خارجية
- جيف سميث على موقع DartsDatabase.co.uk (الإنجليزية)